# Labioporella rhomboidalis
Labioporella rhomboidalis är en mossdjursart som beskrevs av Shunsuke F. Mawatari 1952. Labioporella rhomboidalis ingår i släktet Labioporella och familjen Steginoporellidae. Inga underarter finns listade i Catalogue of Life.